# Georges Mandel
Pour les articles homonymes, voir Mandel.
Georges Mandel, de son vrai nom Louis Rothschild, né le 5 juin 1885 à Chatou (Seine-et-Oise) et assassiné le 7 juillet 1944 en forêt de Fontainebleau (Seine-et-Marne), est un journaliste et homme politique de l’entre-deux-guerres, ainsi qu'un résistant français.
Jeune journaliste, collaborateur de Georges Clemenceau à L'Homme libre, il le suit sur les chemins de la politique en devenant un de ses attachés de cabinet en 1908, puis son chef de cabinet à la présidence du Conseil en novembre 1917.
Une longue carrière politique lui est ouverte dans le camp conservateur après la Grande Guerre. Son assassinat, en juillet 1944 dans la France occupée, a longtemps été interprété comme une action de représailles commise par la Milice française après l'exécution, par la Résistance, du ministre de l'Information Philippe Henriot. Selon l'historien François Delpla, cet assassinat aurait été commandité par Hitler lui-même, qui aurait repéré Mandel dès les années 1930 comme l'un des opposants les plus résolus à l'Allemagne nazie,.

## Biographie

### Jeunesse

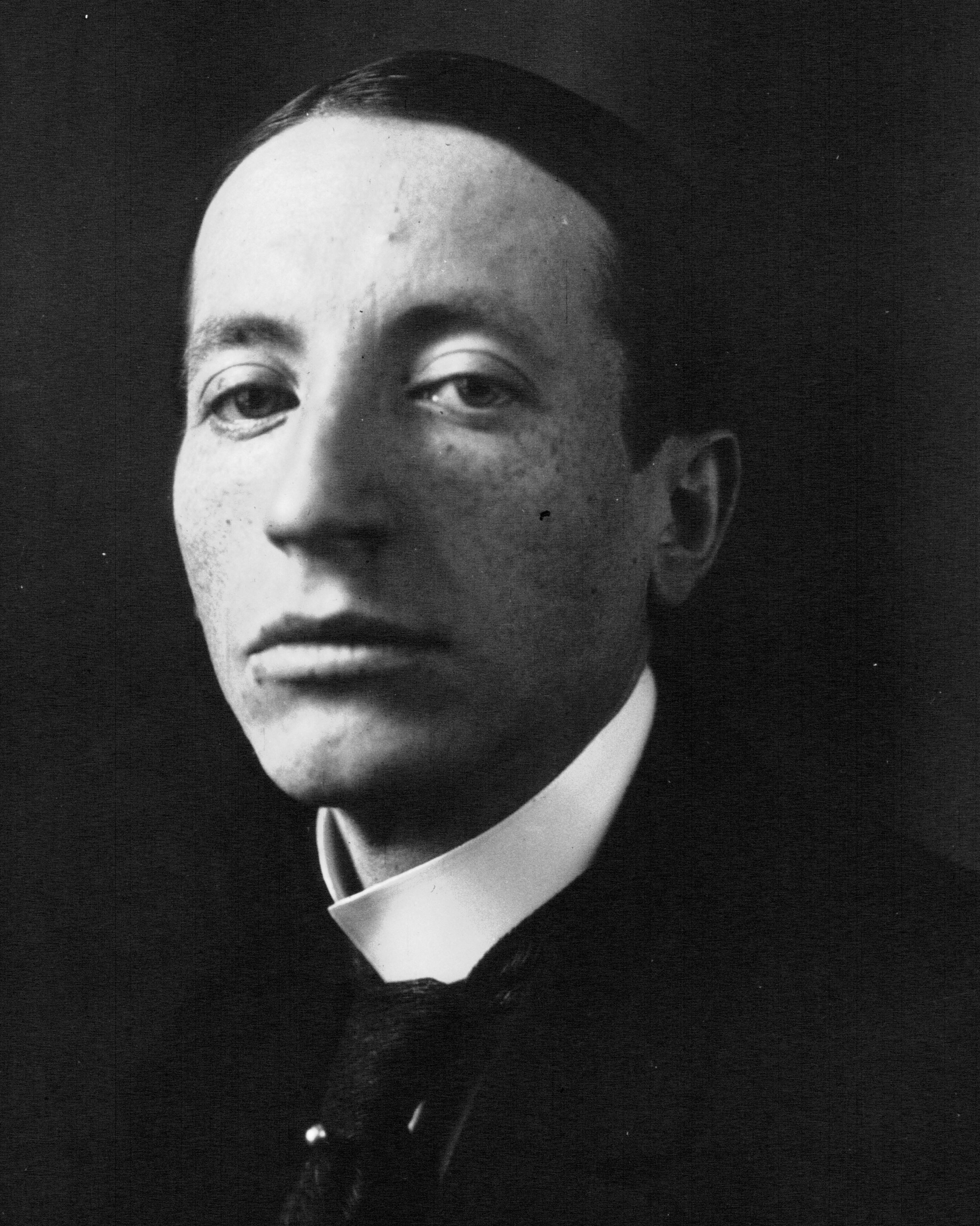
Georges Mandel en 1919, alors âgé de 34 ans.

Né Louis Georges Rothschild à Chatou d’Edmond Rothschild, tailleur, et d'Henriette Mandel, surnommée Hermine, il reçoit son éducation à Paris dans la pension Springer, rue de la Tour-d'Auvergne. Au cours de sa bar-mitzvah à la synagogue de la Victoire, il évoque l'Alsace opprimée à reconquérir. Il est élève au lycée Condorcet.
Il s’engage très jeune en faveur d'Alfred Dreyfus et se lance dans le journalisme à 17 ans. Soucieux d'éviter d'être confondu à la famille de banquiers du même nom à laquelle il n'appartient pas et qui comportait dans ses rangs un Louis de Rothschild (en), et son propre oncle maternel, Louis Mandel, il choisit de signer ses articles de journal du pseudonyme de Georges Mandel, adoptant à la fois le nom de sa mère et un prénom différent de son état civil. Il entre à 21 ans à L'Aurore, le journal de Georges Clemenceau qui a fait paraître l’article « J'accuse… ! » d’Émile Zola. Il suit ensuite son patron dans ses différents journaux.
Quand, en 1906, Clemenceau accède à la présidence du Conseil, Mandel saisit l’occasion de participer à l’action gouvernementale, ce qu’il réalise pleinement en 1908, malgré les propos peu amènes que Clemenceau aurait prononcés à son endroit (« Il n'a pas d'idées mais il est prêt à les défendre jusqu'à la mort » ou « Quand c’est moi qui pète, c’est lui qui pue,,, ! »).

### Première Guerre mondiale (1914-1918)
Au début de la Première Guerre mondiale, physiquement inapte, il est réformé. Restant à L'Homme libre, il suit Clemenceau à Bordeaux en septembre, puis revient à Paris en décembre, L'Homme libre ayant été rebaptisé L'Homme enchaîné à cause de la censure. Fidèle serviteur de Clemenceau, il devient son chef de cabinet en novembre 1917.

### Député et ministre (années 1920-1930)

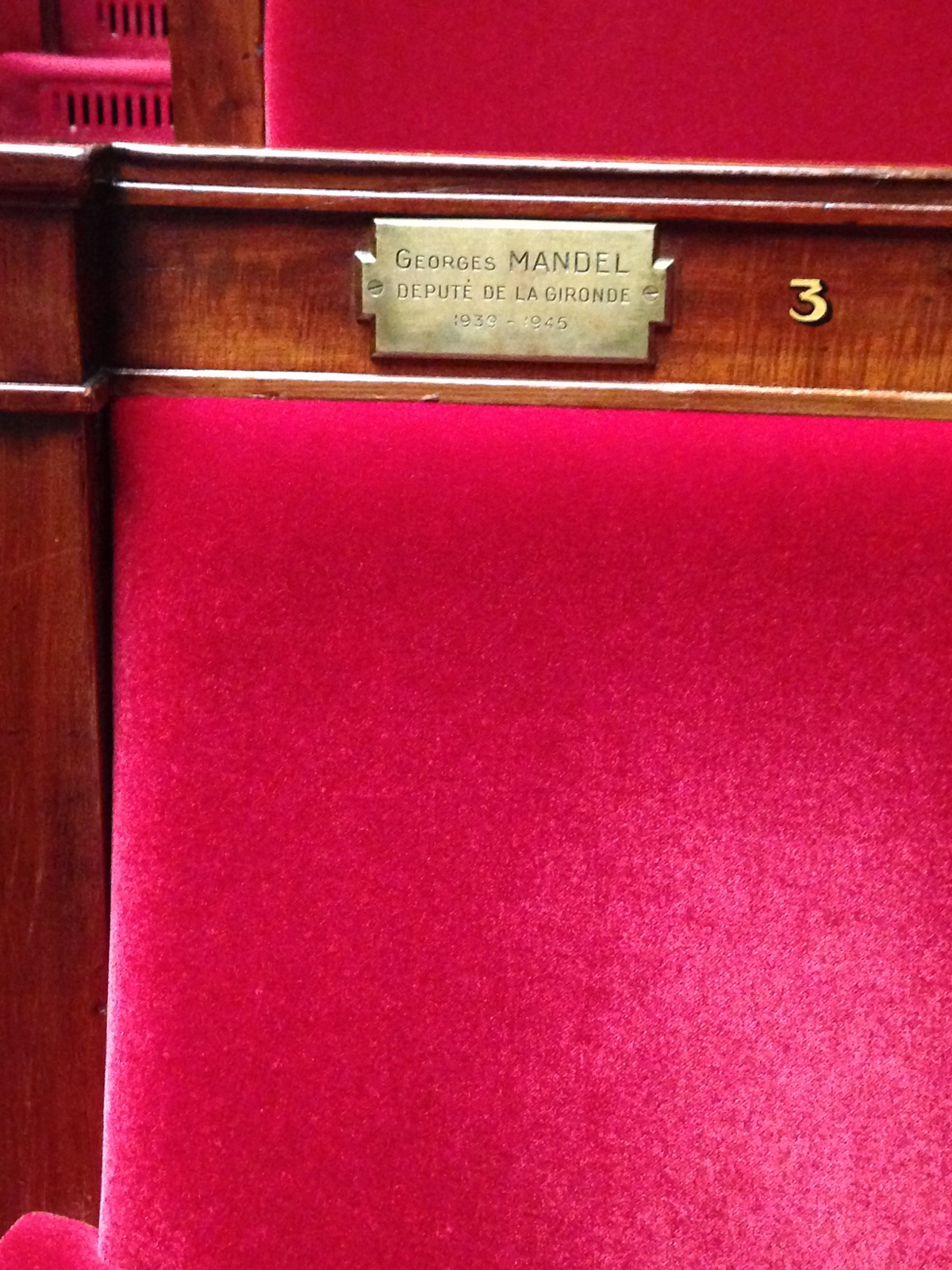
Plaque sur un banc de l'hémicycle de l'Assemblée nationale (palais Bourbon).

Après ses échecs comme candidat radical aux législatives de 1910 à Levallois (Seine) et à celles de 1914 à Castellane (Basses-Alpes), Georges Mandel se présente à Lesparre, dans le Médoc, qu'il ne connaît pas. Il est finalement élu en novembre 1919 député modéré de Gironde à l’occasion de la vague Bleu horizon de droite. Il défend en 1920 le projet de rétablissement des relations diplomatiques entre la France et le Vatican. Cette prise de position lui vaut des quolibets antisémites de députés de gauche — Alexandre Varenne en tête — mais aussi de Jules Uhry ou Pierre Valude qui reprennent des rumeurs l’accusant d’être un Rothschild.
Il est également élu président du conseil général de la Gironde en novembre 1919 et maire de Soulac en décembre 1919.
Lors d'une grève des postiers à Nice (Jean Baylot était secrétaire général du Syndicat national des agents des PTT), il fait venir des postiers de Paris pour briser la grève.

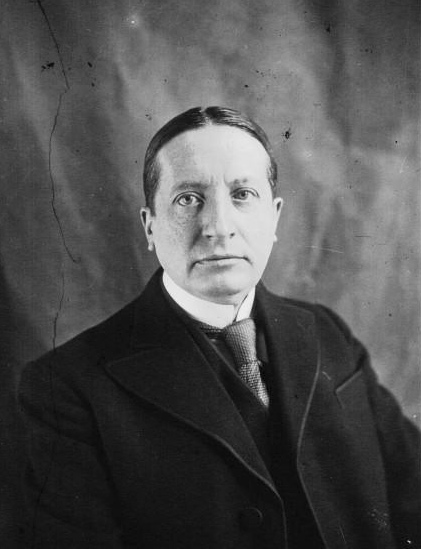
Georges Mandel en 1932.

Il perd son mandat en 1924 face au Cartel des gauches, mais, après ce premier déboire, il est réélu continûment sous l'étiquette « indépendant » aux élections de 1928, de 1932 et de 1936 jusqu’à 1940.
En 1932, il se porte à la présidence du groupe Indépendant de la chambre des députés. Puis il s’affirme comme ministre des Postes, Télégraphes et Téléphones entre 1934 et 1936 : il y fait supprimer la publicité sur les ondes d'État, fait installer le premier studio de télévision au ministère et inaugure l'Air Bleu, la première ligne postale aérienne.

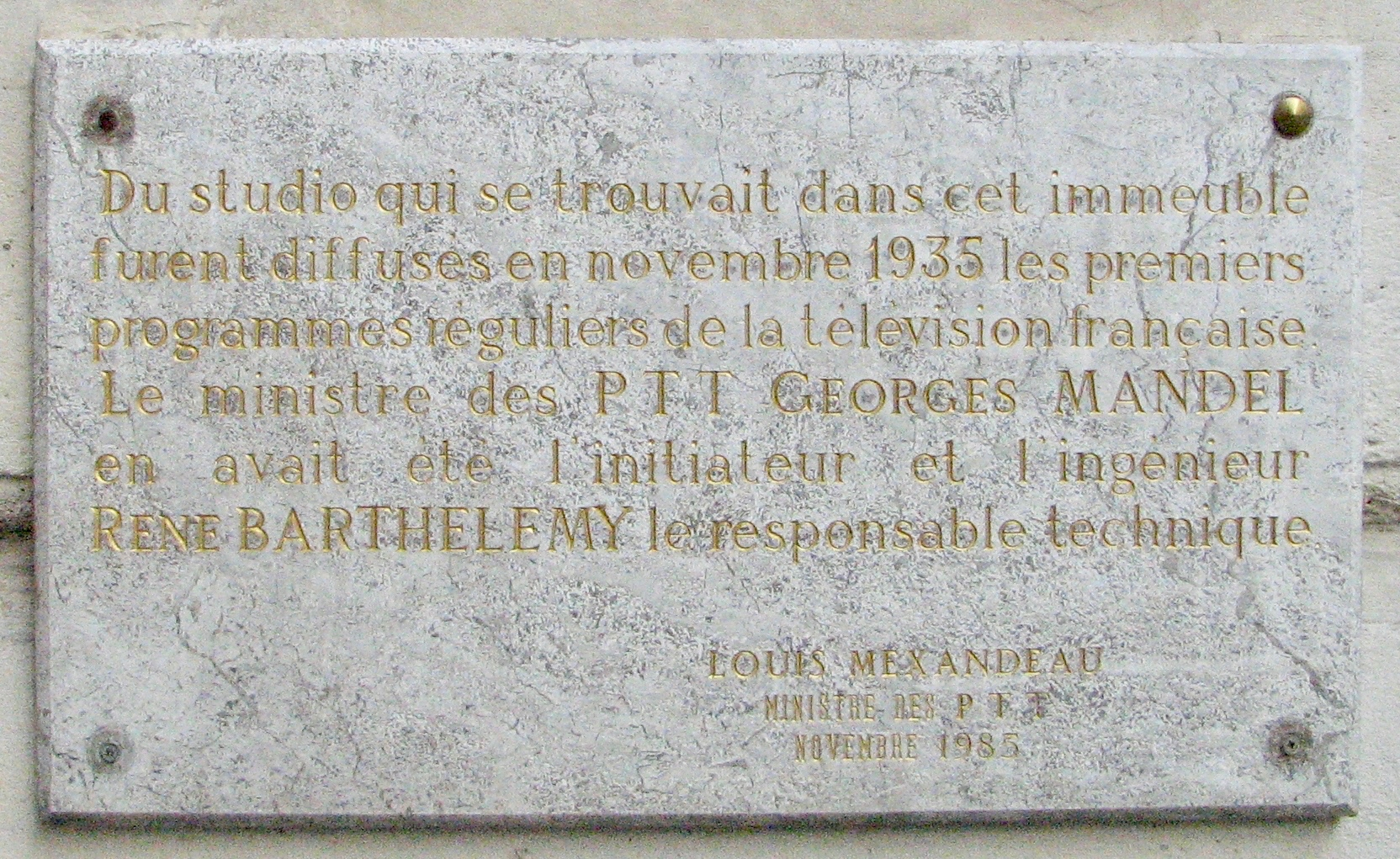
Plaque commémorative 103 rue de Grenelle, alors siège du ministère des PTT, de là où en 1935 furent diffusés les premiers programmes réguliers de la télévision française.

Il réforme avec une remarquable fermeté l’administration des PTT, autant du point de vue de sa gestion administrative que sous l’angle de son adaptation technique. C’est sous son égide que la première émission officielle de télévision française est diffusée le 26 avril 1935.
Dans les années 1930, il élève la voix pour avertir des dangers de l’Allemagne nazie. Le ministre énergique opposé à tout compromis avec les États totalitaires ne change pas de ton. Il obtient, en 1935, la condamnation par la Société des Nations du rétablissement du service militaire obligatoire par Adolf Hitler, puis s’oppose à Pierre Laval sur la question de la guerre d'agression menée contre l’Éthiopie par l’Italie de Benito Mussolini.
En 1934, il assiste aux obsèques d'Edmond de Rothschild et, en 1936, il répond favorablement à l'appel du grand-rabbin Cohen en faveur des réfugiés.
Après la victoire du Front populaire, il critique les réformes sociales du gouvernement Blum, qui risquent selon lui d’affaiblir la productivité française face à la menace de l’Allemagne nazie en plein réarmement, où les ouvriers fournissent un travail accru.

### Ministre des Colonies puis de l'Intérieur (1938-1940)

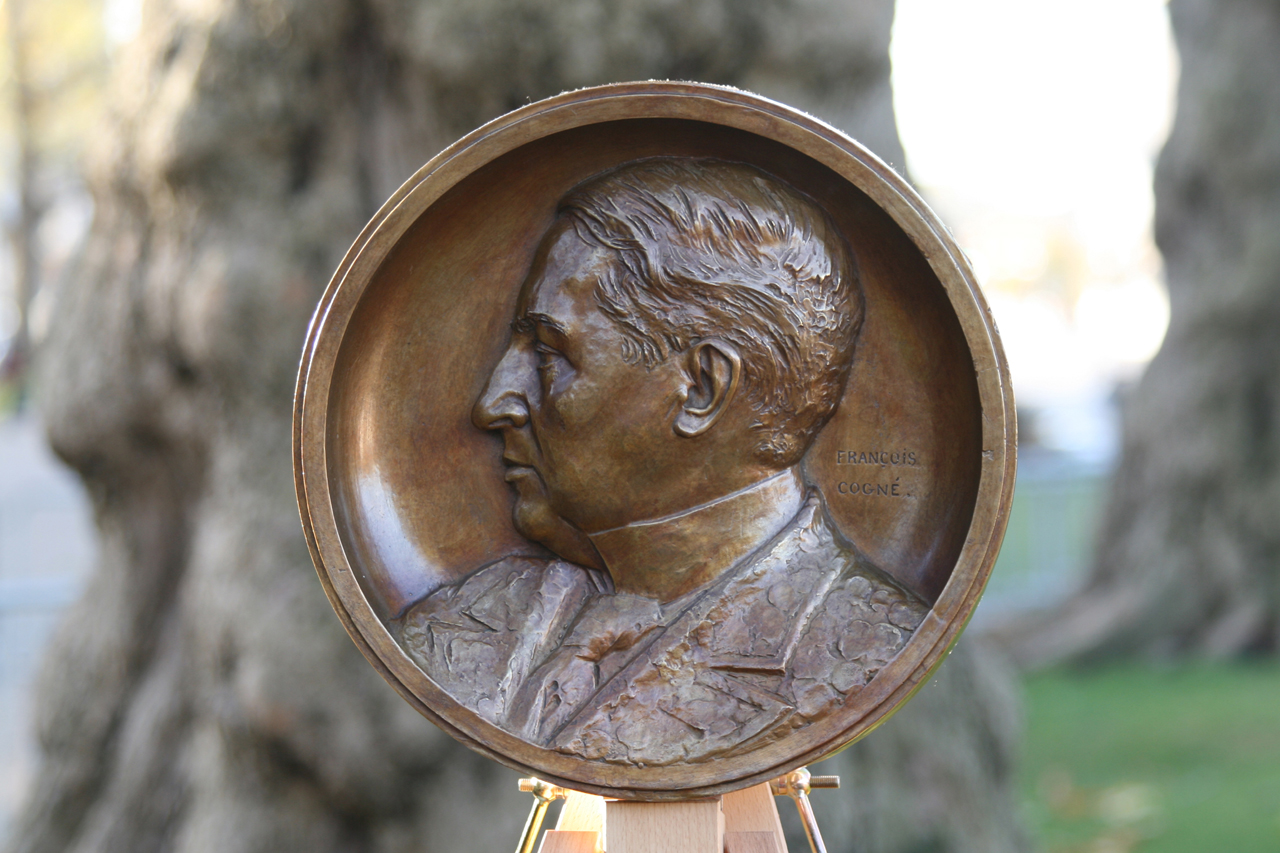
Médaillon de François Cogné à l'effigie de Georges Mandel.

Après la chute du Front populaire, il est nommé ministre des Colonies (avec pour directeur de cabinet André Diethelm), d'avril 1938 à mai 1940, et s'emploie, tout en luttant contre les mouvements nationalistes au Maghreb, à préparer l'empire colonial français à un conflit qu'il sent inévitable. Cet homme de droite propose alors une alliance avec l'Union soviétique pour faire face à la menace hitlérienne, dont le danger pour la France lui paraît primordial, puis proteste contre les accords de Munich.
Il signe les « décrets Mandel » du 16 janvier 1939 et du 6 décembre 1939, qui régissent les relations entre les Églises et l'État dans les colonies où ne s'applique pas la séparation votée en 1905 et qui s'appliquent encore aujourd'hui dans la plupart des collectivités d'Outre-Mer. Ils permettent à toutes les sensibilités religieuses de bénéficier d’une aide publique, la non-application de la loi de 1905 permettant un financement public du culte. Ces décrets créent une nouvelle catégorie de personne morale de droit public, le conseil d’administration des missions religieuses, pour gérer les biens de ces missions. Placés sous une étroite tutelle de l’État, ces conseils d’administration bénéficient d’avantages fiscaux. Ils s’appliquent en Guyane, Polynésie française, Wallis-et-Futuna, Saint-Pierre-et-Miquelon, en Nouvelle-Calédonie et à Mayotte.
Mandel, véritable homme fort de la droite, est promu en urgence ministre de l'Intérieur du gouvernement de Paul Reynaud formé le 18 mai 1940.
Il fait alors arrêter certains des principaux intellectuels favorables à l'Allemagne nazie, notamment les rédacteurs de l'hebdomadaire Je suis partout, Alain Laubreaux et Charles Lesca.
S'il fait tout pour endiguer l'esprit de débâcle qui s'abat sur la France et envisage un « réduit breton » puis un repli sur l'Afrique du Nord pour les forces françaises, il ne peut contrer l'arrivée au pouvoir du vieux maréchal Philippe Pétain, nommé président du Conseil, le 16 juin 1940, et investi des pleins pouvoirs constituants par l'Assemblée nationale le 10 juillet 1940.
Mandel a eu une influence directe dans le choix du nouveau sous-secrétaire d'État à la Guerre, le général (à titre provisoire, nommé le 5 juin 1940) Charles de Gaulle, pour représenter la France à Londres, conformément au vœu de Churchill.
Churchill voulait un homme politique conservateur de premier plan, Paul Reynaud ou Georges Mandel, pour réaliser le projet d'une fusion d'États (idée de Jean Monnet, dans la note Union franco-britannique) et à défaut, continuer la lutte sans concession contre les nations de l'Axe.
Mandel a été en partie à l'origine de la détermination du général de Gaulle, le 14 juin 1940, d'aller à Londres représenter la France libre. Cet épisode est évoqué par le Général dans ses Mémoires de guerre. C'est ainsi que dans la nuit du jeudi 13 au vendredi 14 juin 1940, à la préfecture de Tours, en pleine débâcle de la France, Mandel lui dit : « Vous avez de grands devoirs à accomplir, général, mais avec l'avantage d'être au milieu de nous tous un homme intact… Ne pensez qu'à ce qui doit être fait pour la France, et songez que, le cas échéant, votre fonction actuelle pourra vous faciliter les choses. »
Le 17 juin 1940, alors qu'il vient de transmettre le ministère de l'Intérieur à son successeur Charles Pomaret, il est arrêté en plein dîner, dans le restaurant Le Chapon Fin (Bordeaux) par deux officiers supérieurs de gendarmerie, portant un ordre d'arrestation signé de la main du maréchal Pétain au motif de « menées contraires à l'ordre public ». Au même moment et pour le même motif, le général Jules Bührer, officier de l'armée coloniale, ancien membre du Conseil supérieur de la Guerre, et adjoint de Mandel lorsqu'il était aux Colonies, est lui aussi arrêté dans cette même ville. Le prétexte à cette arrestation (préparation d'une rébellion contre le gouvernement) est en réalité un coup monté de la part de l'extrême droite et, notamment, du sous-secrétaire d'État à la présidence du Conseil, Raphaël Alibert, qui obtient l'ordre d'arrestation de la main de Pétain et le fait transmettre au général Joseph Lafont, gouverneur militaire de la place. Ce dernier ne les fait pas conduire en prison, mais à la gendarmerie, en attendant d'autres instructions.
La nouvelle de l'arrestation de Mandel se répand en ville et le président de la République, Albert Lebrun, décide d'enquêter lui-même. Il convoque Alibert et le général Lafont. Sous la pression de Lebrun, mais aussi du président de la Chambre Herriot et de celui du Sénat Jeanneney, Pétain fait libérer les deux hommes. Pomaret, qui vient d'être mis au courant, juge cet acte arbitraire comme contraire à l'unité nécessaire à ce moment-là. Pétain reçoit le général Bührer, lequel fait part de l'indignité d'une telle arrestation, devant ses officiers et ce, malgré ses cinq étoiles ; puis il reçoit également Georges Mandel. Ce dernier déclare à Pétain qu'il le plaint d'être à la merci de son entourage, et plaint également la France de l'avoir choisi. Il exige ensuite réparation. Pétain rédige alors une lettre d'excuses, expliquant que l'arrestation était la suite d'une machination.

### Massiliaet procès de Riom
D'après certains, le général Edward Spears, officier britannique représentant de Churchill, lui aurait proposé le 16 juin de partir de Bordeaux avec lui et Paul Reynaud, pour former à Londres un gouvernement français en exil (comme la Pologne et la Tchécoslovaquie), en attendant de réaliser le projet d'union franco-britannique[réf. nécessaire]. Georges Mandel aurait refusé par ces mots : « Vous craignez pour moi parce que je suis juif. Eh bien, c’est justement parce que je suis juif que je ne partirai pas demain, cela aurait l’air de dire que j’ai peur et que je m’enfuis ».

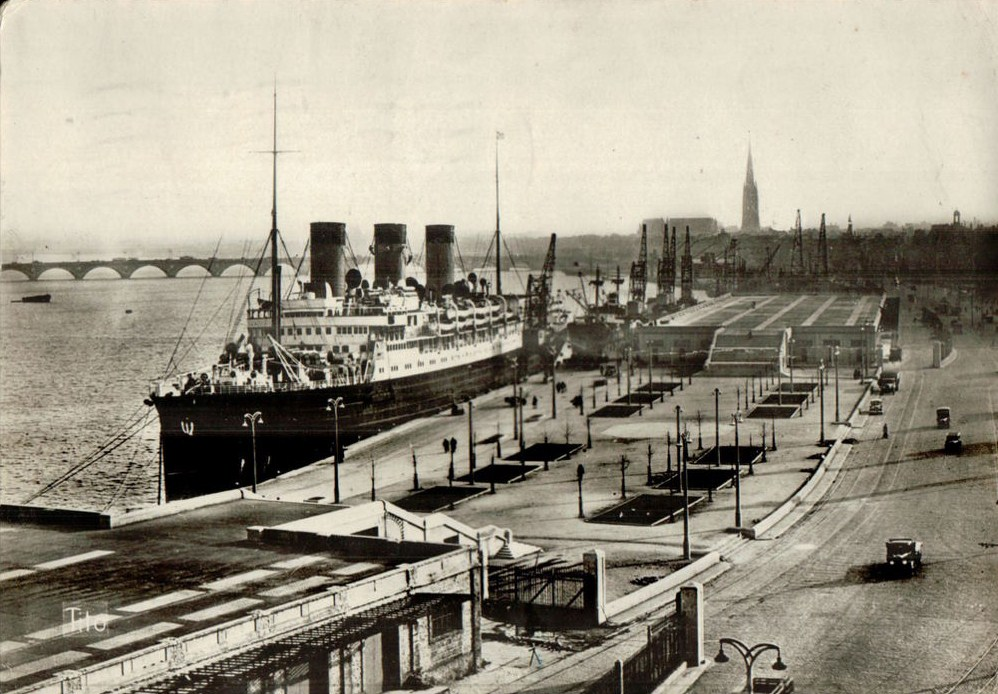
Le paquebot Massilia à Bordeaux, vers 1930.

Opposé à l’armistice et au pouvoir autoritaire en voie de constitution, il organise le départ pour l’Afrique du Nord du président de la République, des présidents de la Chambre des députés et du Sénat et de nombreux parlementaires afin de poursuivre la guerre depuis les départements d'Algérie. Paul Reynaud l'autorise de fait à constituer une base arrière à Alger au cas où l'occupant refuserait tout compromis sur la zone Sud non occupée. C'est ainsi que Mandel – qui tint alors à emporter un lourd buste en bronze de Clemenceau – avec vingt-cinq autres députés, dont Pierre Mendès France, Jean Zay, un seul sénateur (Michel Tony-Révillon) et sa compagne Béatrice Bretty s’embarquent sur le Massilia le 21 juin. Arrivé au Maroc le 23 juin, les passagers sont accueillis par une foule vindicative qui les accuse de fuite et de trahison, et le résident général Noguès est obligé de les mettre en sûreté dans un hôtel de luxe, tandis qu'il fait placer Georges Mandel en résidence surveillée à Ifrane puis à Alger, avant de le transférer devant la justice militaire à Meknès le 23 juillet 1940.
Malgré le non-lieu prononcé par le juge militaire, Georges Mandel est rapatrié en métropole le 9 septembre 1940 par le gouvernement de Vichy pour être interné au château de Chazeron dans le Puy-de-Dôme où se trouvent déjà Paul Reynaud, Édouard Daladier et le général Maurice Gamelin. Après un passage par Pellevoisin (Indre), il est transféré dans un hôtel de Vals-les-Bains en janvier 1941. Mandel y fait le 10 juillet 1941 la déclaration exigée des Israélites par le Commissariat général aux questions juives fraichement créé. Il dit qu'il est célibataire, mais qu'il a une fille, Claude, née en 1930 et baptisée en 1931. De sa main, le préfet de l'Ardèche annote sur la lettre : « Elle n'est pas juive de confession, mais elle l'est de race, elle doit être déclarée ».
Face à l'incapacité de la Cour de Riom à inculper Georges Mandel et sous la pression des autorités allemandes, le maréchal Pétain le fait condamner avec Paul Reynaud à la prison à vie par un "Conseil de justice politique" le 7 novembre 1941. Ils sont tous deux emprisonnés au fort du Portalet, dans les Pyrénées, sous la garde de gendarmes français.

### Déportation et assassinat

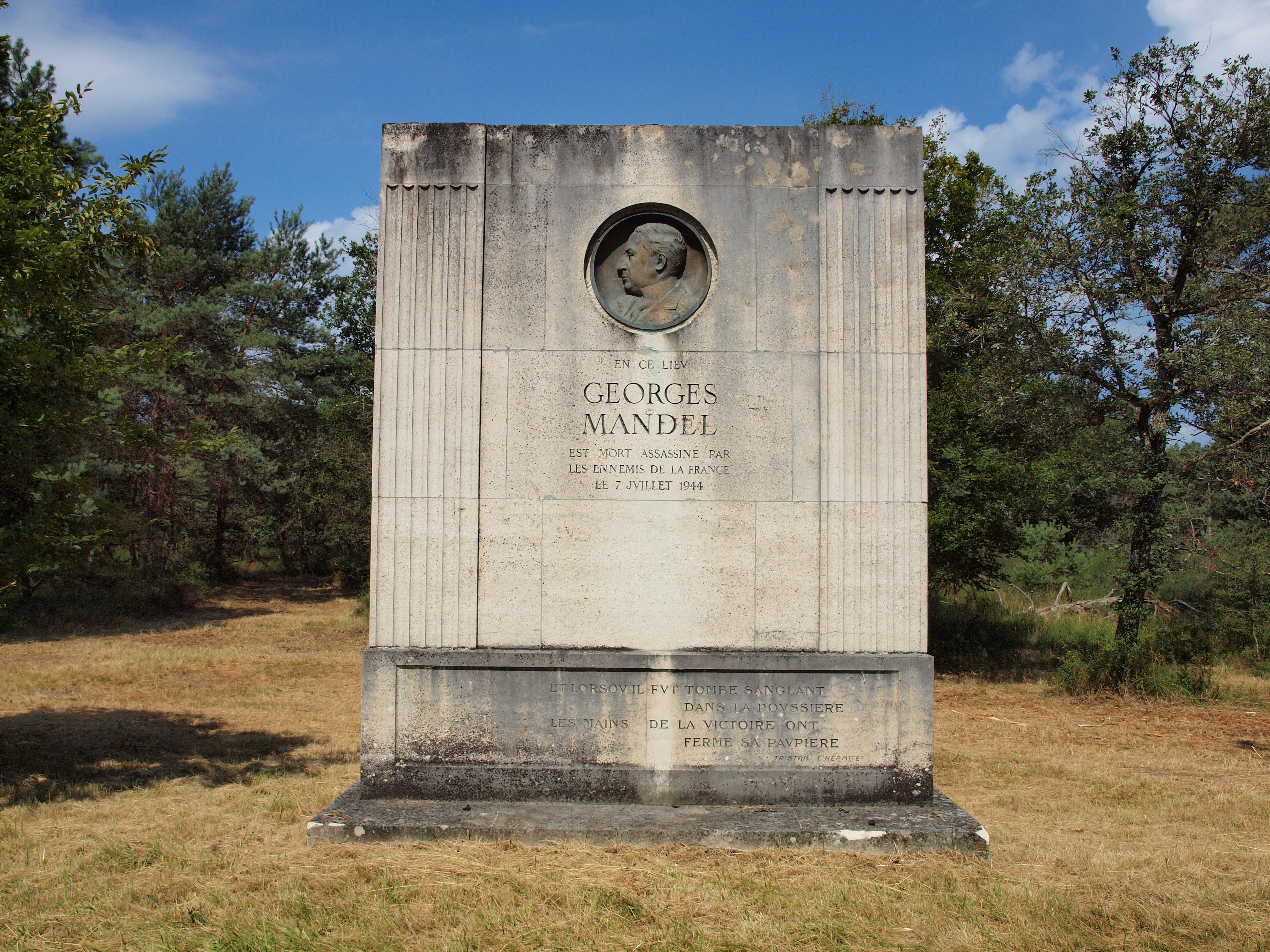
Stèle commémorative située en forêt de Fontainebleau dédiée à la mémoire de Georges Mandel.

À la suite de l’invasion de la zone libre par l’armée allemande en novembre 1942, les Allemands, voulant s’emparer de Mandel et de Paul Reynaud, organisent un coup de main sur le fort du Portalet où ils étaient incarcérés. Les gendarmes leur ouvrent les portes et leur remettent les prisonniers qui sont transférés au camp de concentration d'Oranienbourg-Sachsenhausen, non loin de Berlin.
Mandel est ensuite incarcéré, près de Buchenwald, dans un camp spécial, où se trouve déjà l'ancien président du Conseil Léon Blum. Il est finalement rapatrié à la prison de la Santé, à Paris, où il est livré à la Milice, le 4 juillet 1944.
Le 7 juillet 1944, en forêt de Fontainebleau, pendant une panne simulée de la voiture dans laquelle Mandel était emmené, le milicien Mansuy l'abat d'une rafale de pistolet-mitrailleur dans le dos puis de deux balles à bout touchant, officiellement en représailles de l’exécution par la Résistance du ministre de l'Information Philippe Henriot dix jours auparavant.

Pour l'historien François Delpla, l'explication selon laquelle Mandel aurait été tué par la Milice pour venger l'exécution de Philippe Henriot est peu plausible : il privilégie un ordre direct des dirigeants allemands. La thèse de Delpla est confirmée en 2013 par Jean-Marc Berlière et Le Goarant : le meurtrier de Mandel, Mansuy, chauffeur de la voiture, était un truand agent du Sipo-SD qui aurait agi sur l'ordre des Allemands. Ceux-ci craignaient que les autorités de Vichy ne fassent pas fusiller l'ancien ministre,. Berlière et Le Goarant proposent l'interprétation suivante de la décision des responsables du RSHA à Berlin de faire exécuter Mandel :

« Saisissant l'occasion de faire tuer Mandel par l'un de leurs agents introduits dans la Milice, ils persuadent tout le monde, miliciens et responsables miliciens compris, que le crime a été commis sur ordre de la Milice. Tout en restant dans l'ombre, ils font d'une pierre plusieurs coups : ils mouillent Laval, forcent la main à Joseph Darnand, compromettent encore davantage la Milice pour s'assurer de sa fidélité dans la lutte qui fait rage depuis le printemps…. »

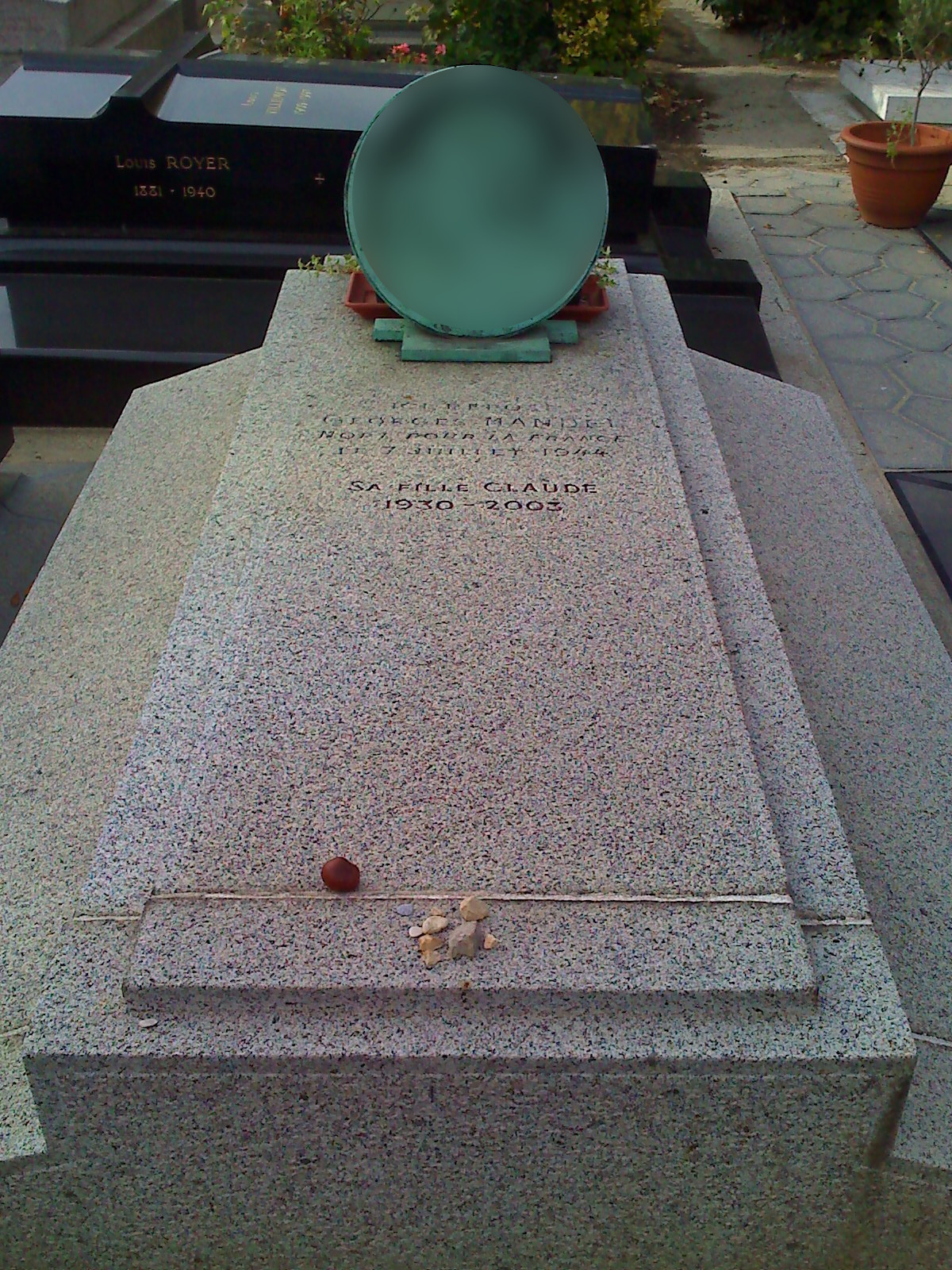
Tombe de Georges Mandel au cimetière de Passy.

Les mêmes auteurs notent que les Allemands auraient préféré que le gouvernement français fasse fusiller lui-même Blum, Reynaud et Mandel. Après Georges Mandel, Léon Blum et Paul Reynaud devaient être, comme Mandel, ramenés à Paris pour être exécutés. Au cours d'un entretien téléphonique (le 8 juillet ?) avec Fernand de Brinon, Pierre Laval, très affecté par cet assassinat, demande à son ambassadeur de faire savoir à Otto Abetz qu'il n'était pas question que lui, Laval, accepte le retour en France de Blum et de Reynaud,.
La tombe de Mandel, au cimetière de Passy à Paris, est ornée du même médaillon en bronze représentant son profil que celui du monument à sa mémoire réalisé par le sculpteur François Cogné – auteur de la célèbre statue de Georges Clemenceau sur l'avenue des Champs-Élysées à Paris – érigé à l’endroit où il fut assassiné sur le bord de la route Fontainebleau-Nemours. On lit au bas de la stèle ces vers de Tristan Lhermite : « Et lorsqu’il fut tombé sanglant dans la poussière / les mains de la Victoire ont fermé sa paupière », tirés de sa tragédie Panthée (acte v, scène 1).
Sa fille, Claude Rothschild dite Claude Georges-Mandel (1930-2003), repose à ses côtés[source insuffisante].

## Postérité

### Plaques commémoratives
Georges Mandel vécut 72, avenue Mozart (16e arrondissement de Paris), de 1909 à 1936, précise une plaque commémorative apposée en 2020, puis 67, avenue Victor-Hugo (même arrondissement), de 1936 à 1940, comme l'indique une autre plaque.
L'avenue Georges-Mandel (16e arrondissement de Paris), inaugurée le 7 juillet 1945, lui rend hommage ; une plaque en son honneur est apposée sur le mur extérieur du cimetière de Passy, le long de cette avenue.

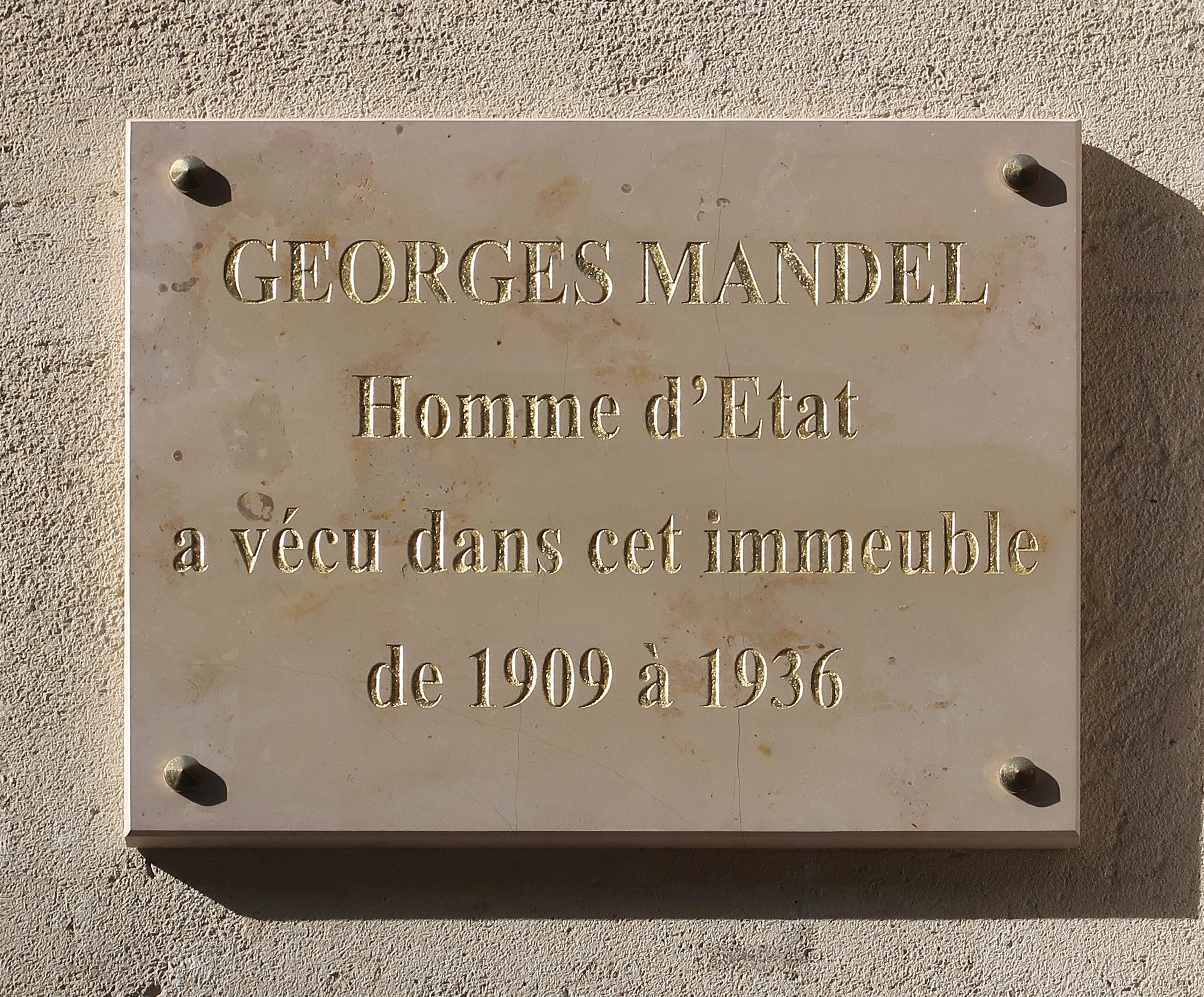
72, avenue Mozart (Paris).
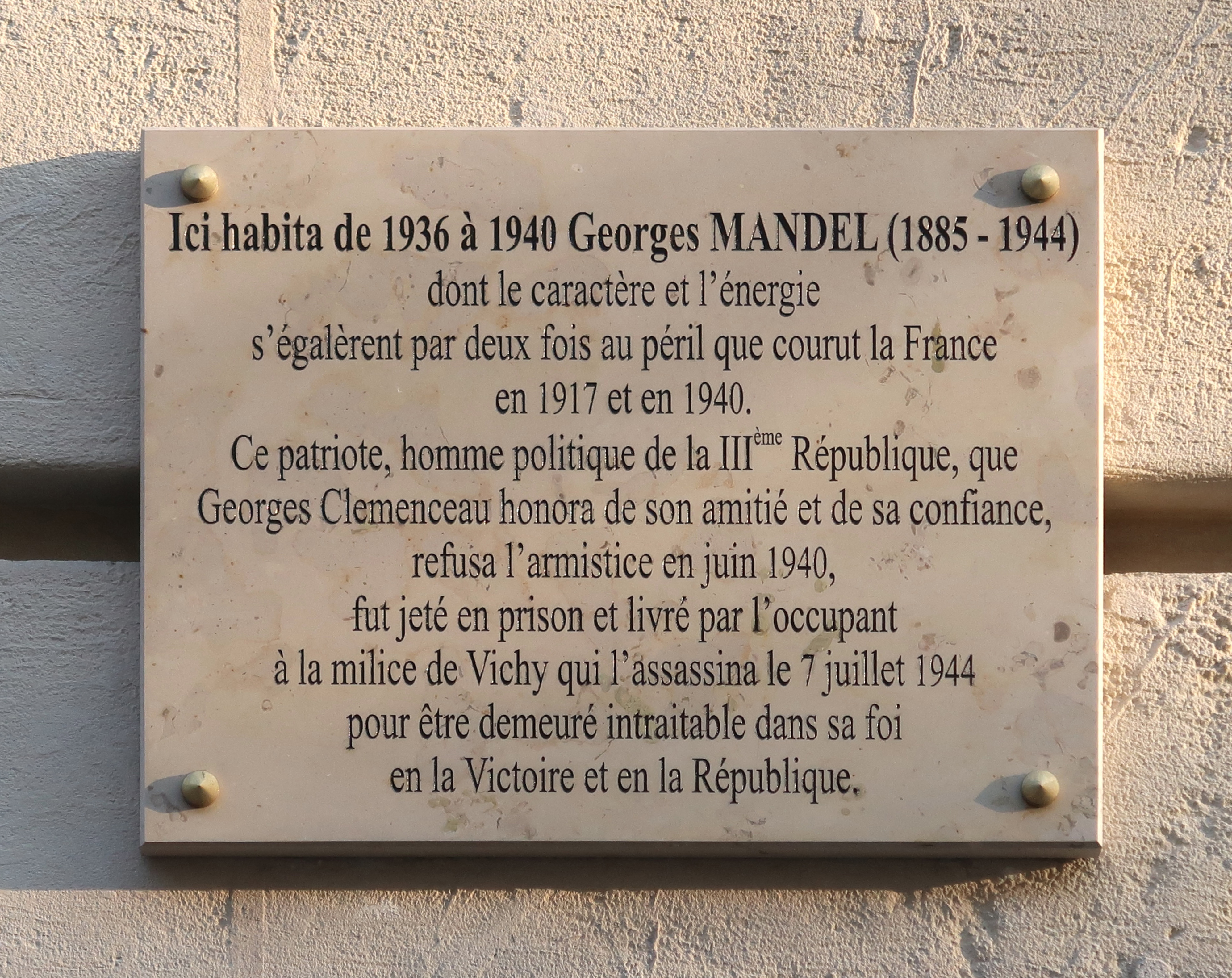
69, avenue Victor-Hugo (Paris).
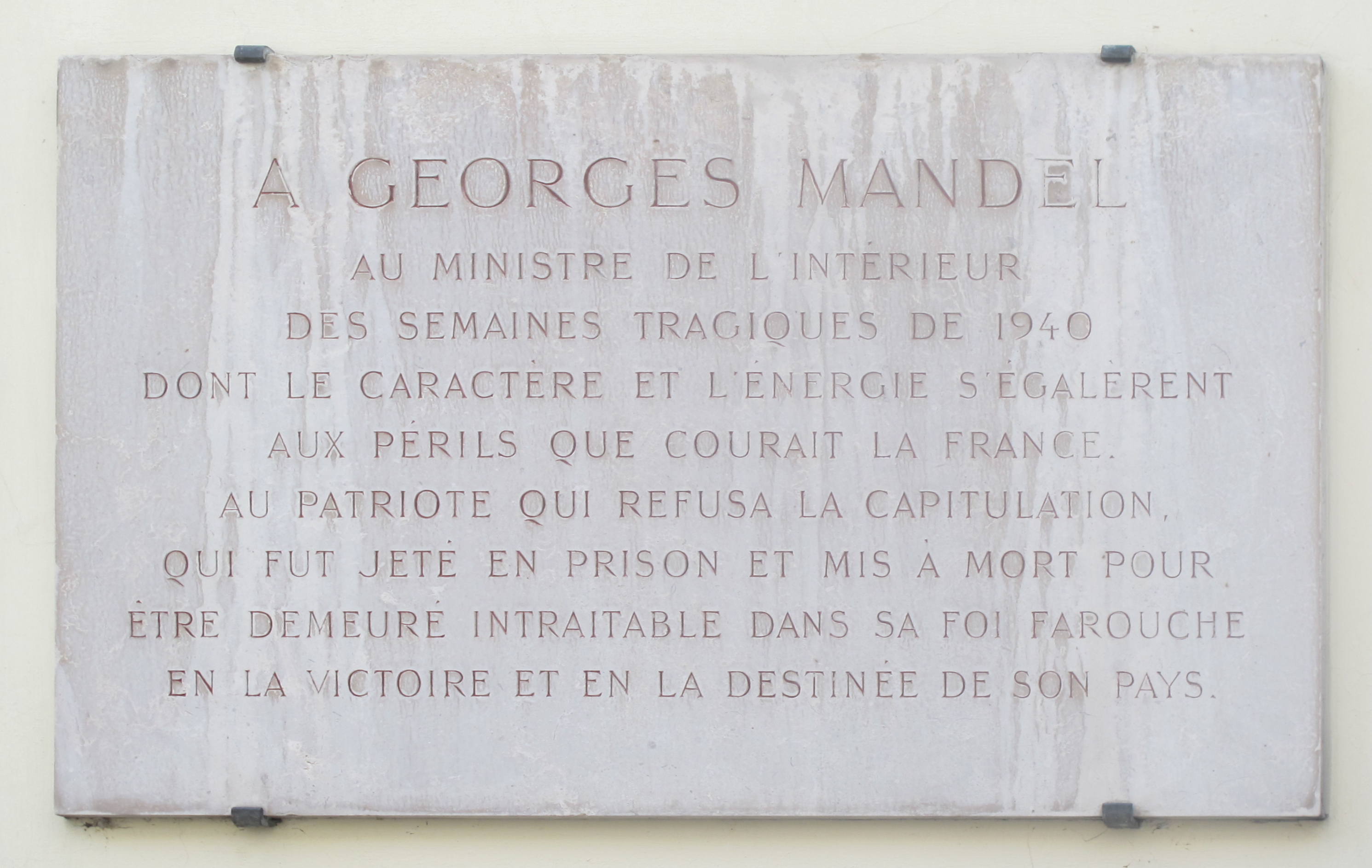
Sur l'hôtel de Beauvau (ministère français de l'Intérieur, Paris).
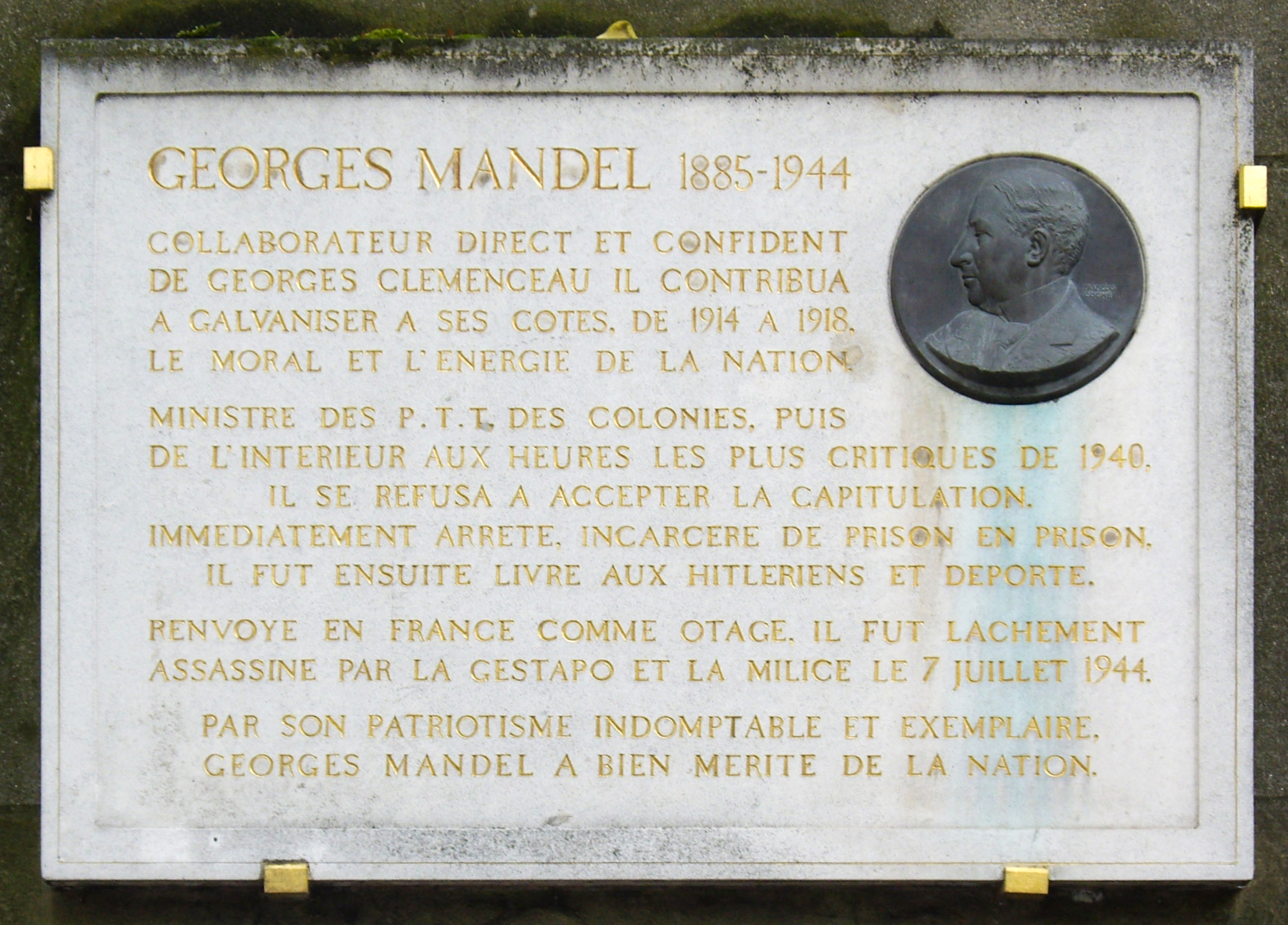
Plaque de l'avenue Georges-Mandel.

Une plaque commémorative est installée sur la façade de sa maison natale à Chatou (Yvelines), au 10 avenue du Général-Sarrail, ainsi qu'un médaillon en bronze de François Cogné, offert par la Société des Amis de Georges Clemenceau en 2008. À l'initiative de l'association Chatou Notre Ville, ce médaillon a été restauré en 2020 grâce au financement conjoint de la ville de Chatou, du Souvenir français Chatou Montesson, de l'Association Chatou Notre Ville et de l'Association des familles de Fusillés de la Résistance de la 6e Région Île-de-France.[réf. nécessaire]

### Fonds de Gaulle
Dans le « Fonds de Gaulle » déposé aux Archives nationales, on a retrouvé une note relative à l’« affaire Brasillach » dressant une liste des charges pesant sur l'écrivain. Brasillach est présenté comme « un des responsables de l'assassinat de Mandel », dont il demandait régulièrement la mise à mort dans son journal Je suis partout, alors que de Gaulle éprouvait pour lui estime et respect.

### Promotion de l'ENSP
La cinquante-sixième promotion de commissaires de police issus de l'École nationale supérieure de la police, entrée en fonction en 2006, porte son nom.

### Philatélie
En 1964, pour la commémoration du vingtième anniversaire de son assassinat, la poste a émis un timbre à son effigie.

### Au cinéma et à la télévision
- Jacques Villeret dans le téléfilm Le Dernier Été, réalisé par Claude Goretta en 1997 (d'après la biographie écrite par Nicolas Sarkozy, Georges Mandel, le moine de la politique, publiée en 1994).
- Éric Naggar dans la mini-série De Gaulle, l'éclat et le secret (2020).
- Gilles Cohen dans le film De Gaulle (2020).
- Marc Citti  dans le téléfilm Clémenceau  réalisé par Olivier Guignard (2012)

### Dans la littérature
- En 1994, Nicolas Sarkozy publie Georges Mandel, le moine de la politique[16], ouvrage dont l'originalité a été contestée[note 3].
- L'assassinat de Georges Mandel en forêt de Fontainebleau est relaté dans le roman L'Inspecteur Sadorski libère Paris, de Romain Slocombe (Robert Laffont, 2021).

### Restitutions

#### Collection d'œuvres d'art
En 1940, le groupe Künsberg, une organisation nazie qui pille les trésors culturels des pays occupés, fait main basse sur l'imposante collection d'œuvres d'art de Georges Mandel, à son domicile du 67 avenue Victor-Hugo.
En janvier 2019, la déléguée du gouvernement fédéral pour la Culture, Monika Grütters, restitue aux ayants droit de Mandel le Portrait de jeune femme assise, une huile sur toile de Thomas Couture, peintre français du XIXe siècle. Le tableau a pu être identifié grâce à une note manuscrite de Rose Valland, conservée dans le dossier de réclamation déposé auprès de la Commission de récupération artistique par Béatrice Bretty au nom de sa fille Claude.
La toile faisait partie des centaines d'œuvres léguées par le collectionneur d'art germano-autrichien Cornelius Gurlitt, mort en 2014. Son père, Hildebrand, avait été chargé par les nazis de vendre des œuvres volées aux Juifs ou confisquées pour cause de « décadence ».

#### Livres de Mandel volés par les Allemands
Conformément à la loi de restitution, les ouvrages de Georges Mandel volés par les nazis sont restitués à ses descendants dans l’enceinte de l'hôtel de Matignon le 15 juillet 2022.